# Glena mcdunnougharia
Glena mcdunnougharia är en fjärilsart som beskrevs av Sperry 1952. Glena mcdunnougharia ingår i släktet Glena och familjen mätare. Inga underarter finns listade i Catalogue of Life.